# Vietoris-Rips-Komplex
In der Mathematik ist der Vietoris-Rips-Komplex ein einem metrischen Raum {\displaystyle X} und einer Zahl {\displaystyle t} zugeordneter Simplizialkomplex {\displaystyle P_{t}(X)}. Er wurde ursprünglich von Leopold Vietoris eingeführt, der ihn zur Definition einer Homologietheorie für beliebige metrische Räume (statt nur Simplizialkomplexe) verwendete. Dieser Ansatz wurde später durch die von Samuel Eilenberg entwickelte singuläre Homologie verdrängt. Arbeiten von Rips und Gromov etablierten ihn aber als wichtiges Hilfsmittel in der Theorie der hyperbolischen Gruppen. In der Datenanalyse wird er zur Definition der persistenten Homologie verwendet.

## Definition
Sei {\displaystyle X} ein metrischer Raum und {\displaystyle t} eine reelle Zahl. Dann ist der Vietoris-Rips-Komplex definiert als der Simplizialkomplex, dessen {\displaystyle 0}-Simplizes die Punkte von {\displaystyle X} sind und in dem {\displaystyle 0}-Simplizes {\displaystyle P_{0},\ldots ,P_{n}} genau dann einen {\displaystyle n}-Simplex aufspannen, wenn 
{\displaystyle d(P_{i},P_{j})\leq t} für alle {\displaystyle 0\leq i\leq j\leq n}
gilt.

## Vietoris-Homologie
Für jede Zahl {\displaystyle t} kann man die simpliziale Homologie des Simplizialkomplexes {\displaystyle P_{t}(X)} als Invariante metrischer Räume {\displaystyle X} betrachten. Durch einen Grenzübergang für {\displaystyle t\to 0} definierte Vietoris eine Homologietheorie, von der 1952 bewiesen wurde, dass sie mit der vermittels offener Überdeckungen definierten Čech-Homologie übereinstimmt.

## Rips-Komplex hyperbolischer Gruppen
Sei {\displaystyle G} eine {\displaystyle \delta }-hyperbolische Gruppe mit Wortmetrik {\displaystyle d}. Dann ist der Komplex {\displaystyle P_{t}(G)} für {\displaystyle t>4\delta +2} ein zusammenziehbarer Raum, auf dem {\displaystyle G} frei und eigentlich diskontinuierlich wirkt. Der Faktorraum {\displaystyle G\backslash P_{t}(G)} ist also ein klassifizierender Raum {\displaystyle BG} für die Gruppe {\displaystyle G}. 
Mit Hilfe der Wirkung von {\displaystyle G} auf dem Rips-Komplex kann man beispielsweise beweisen, dass hyperbolische Gruppen endlich präsentiert sind, nur endlich viele Konjugationsklassen von Torsionselementen haben, und ihre Gruppenhomologie {\displaystyle H_{k}(G;\mathbb {Q} )} für hinreichend große {\displaystyle k} verschwindet.